# Бхалука (подокруг)
Бхалука (бенг. ভালুকা, англ. Bhaluka) — подокруг на севере Бангладеш в составе округа Маймансингх. Образован в 1917 году. Административный центр — город Бхалука. Площадь подокруга — 444,05 км². По данным переписи 1991 года численность населения подокруга составляла 264 991 человек. Плотность населения равнялась 597 чел. на 1 км². Уровень грамотности населения среди мужчин составлял 51,8 %, среди женщин — 48,20 %. Религиозный состав: мусульмане — 94,9 %, индуисты — 4,65 %, христиане — 0,12 %, буддисты — 0,06 %, прочие — 0,27 %.